# Lough Beagh
Lough Beagh (irsk:Loch Ghleann Bheatha), også kendt som Lough Veagh, er en ferskvandssø i den nordvestlige del af Irland. Det er beliggende i den nordlige del af County Donegal og er en del af Glenveagh Nationalpark.

## Geografi
Lough Beagh ligger omkring 24 kilometer nordvest for Letterkenny. Den er omkring 6 kilometer lang og 1 km bred og ligger i den smalle Glenveagh-dal omgivet af Derryveagh- og Glendowan-bjergene . Stejle granitklipper rejser sig på begge sider af søen til højder på omkring 300 moh. Søen har adskillige små øer i sin nordlige ende.

## Hydrologi
Lough Beagh får hovedsageligt vand fra Owenbeagh-floden, der kommer ind i dens sydlige ende. Søen afvandes nordpå til Owencarrow-floden. Owencarrow forbinder søen med dens lignende nordlige nabo, Glen Lough.

## Natur
Fiskearter i Lough Beagh omfatter ørred (inklusiv havørred), fjeldørred, laks, elritse og den kritisk truede europæiske ål. Fuglelivet omfatter den migrerende rødstrubet lom og den genindførte kongeørn.

## Historie
Søen er nævnt i Annals of Four Masters, hvor i omkring 1540 sønner Ó Domnaill "havde en Crannog ved Loch Veagh som skabte store problemer i landet".